# Mouloudia Baladiat Constantine
Ne doit pas être confondu avec Mouloudia Olympique de Constantine.
Pour les articles homonymes, voir MBC.
Maillots
Le Mouloudia Baladiat Constantine (en arabe : مولودية بلدية قسنطينة), plus couramment abrégé en MBC, est club algérien de football fondé en 1977 et basé dans la ville de Constantine, en Algérie.

## Histoire
À la suite des réformes sportives de 1977, l'état a décidé de fusionner les 2 clubs de la ville de Constantine le CSC et le MOC (lorsque le CSC, rejoignit le MOC en division nationale) en une seule formation le CMC (Chabab Mécanique Constantine) aux couleurs orange et bleu.
Sur un autre volet, une vingtaine de formations de la ville et sa banlieue ont été dissoutes et regroupées sous la férule d´une seule association communale sous le nom de l'ABC (Amel Baladiat Constantine) rebaptisée MBC (Mouloudia Baladiat Constantine) 2 ans plus tard.
Donc dès la saison 1977-1978, on retrouve le CMC comme le premier représentant de la ville de Constantine, alors que l'ABC était au second rang.
Ce club hybride CMC, qui n´a été ni représentatif du football constantinois, ni reconnu par les supporteurs clubistes et mocistes, végétera en D1 ou D2 où il fera de la figuration tout au long de sa courte existence.
En 1983, un nouveau club est créé à la suite de nouvelles réformes sportives et grâce à une loi portant la création de 4 associations sportives universitaires de compétition au niveau des quatre grandes villes universitaires du pays. Ainsi naquirent :
- Le Riadha Jamiâ Al Djazaïr (en arabe : رياضة جامعة الجزائر) RIDJA puis RIJA, (en réalité héritier du club universitaire, le Racing universitaire d'Alger, RUA).
- Le Club Sportif Universitaire d´Oran (en arabe : النادي الرياضي جامعة وهران) CSUO évoluant à l´époque en division d´honneur.
- L'Université Sportive Moustakbal Annaba (en arabe : مستقبل رياضي جامعة عنابة) USMAn devenu l'Union Sportive Madinat Annaba.
- Et l'Amel Jamiâ Constantine (en arabe : امل جامعة قسنطينة, ou l’espérance de l'université de Constantine) AJC .

En effet, cette mesure concernait en priorité Constantine et Annaba, absentes du football d´élite, car les équipes universitaires d´Alger et d´Oran avaient une existence légale et participaient aux compétitions sportives nationales. Ces quatre formations ont été directement versées dans la division nationale deux, saison 1983-1984. Aussi, est-ce un hasard si seules les équipes universitaires de Constantine et de Annaba - reprises, peu ou prou, par des personnes extérieures à l´université - survécurent au haut niveau.
En 1985, morose, le football constantinois est brutalement réveillé par le retentissant exploit d´une équipe d´entreprise, le CRE Constantine (Chabab Riadhi Ecotec Constantine - Moukawalloun Bina Kasseentina) évoluant de surcroît en division d´honneur, qui arriva en finale de la coupe d´Algérie en 1985 face au Mouloudia Club d'Oran.
De fait une large entreprise de clonage est mise en route dans l´objectif de fructifier le sursaut induit par le CREC. Ainsi, le moribond CMC est pris en charge par d´anciens dirigeants clubistes qui entreprirent de secouer sa léthargie et de le faire revenir à la vie par une opération de clonage lors de laquelle il le font se défaire de ses oripeaux pour lui faire endosser ceux du défunt CSC, un sigle historique et mythique, presque tombé en désuétude.
N´étant pas en reste, l'AJC ne tarda pas à suivre l´exemple dès 1984 en se donnant un nouvel habit reprenant l´autre sigle mythique, celui de MOC, Maâhad Ouloum Constantine (en arabe : معهد علوم قسنطينة, que l'on peut traduire par Instituts des sciences de Constantine) relooké en 1989 en Mouloudia Ouloum Constantine (en arabe : مولودية علوم قسنطينة). Ainsi cette équipe réussit à revenir en élite pour la saison 1988-1989.
Entre-temps, loin des lumières de l´actualité, des anciens du MOC historique avaient pris les devants en reprenant en main le MBC (ABC de 1977), qui évolue depuis des années en division 3 (régionale I, mais rate régulièrement de peu l´accession en division supérieure), se pose comme le possible troisième pôle de développement du football à Constantine pour peu que les autorités municipales se donnent la peine de le suivre et de l´aider réellement.

### MBC - MOC ou la quête de la légitimité mociste
D'autres sources réclament que les ex-dirigeants de l'ancien MOC, se sent retirées dès 1977, les activités de leur club s'est vu suspendu, à défaut d'avoir pas pu trouver un accord pour relancer leur club dans les réformes (le projet de l'époque consistait à parrainer le club avec l'entreprise nationale de SONATRACH). Quelques-uns de ces ex-dirigeants s'investissent dans le nouveau club ABC d'où ils le relookent symboliquement en MBC.
D'autres dirigeants revient à la charge en 1983, pour investir dans le nouveau club de l'Université de Constantine l'AJC et le faisant parrainer avec l'ex-MOC, et le relooke à leur tour en MOC (les significations du sigle ne fient pas les mêmes avec celles du MOC historique, jusqu'en 2010).
Donc l'actuel club universitaire se réclame du MOC historique, toutefois, si héritage il y a, le seul héritier présomptif des «Olympiens» du MOC pourrait être, à la rigueur, le MBC. De fait, c´est dans cette perspective que l´ancien président du Mouloudia Ouloum Constantine, Abdelhak Demigha, a vainement tenté, ces dernières années, de faire fusionner les deux clubs, (MOC-MBC), en vue justement de donner aux universitaires la légitimité mociste qui leur fait défaut, légitimité, vraisemblablement, apanage du Mouloudia de Constantine (MBC). Car, autant le CSC peut, sous réserves, se réclamer du CSC historique, autant le MBC est le seul, à la limite, à pouvoir se prévaloir de l´antériorité du MOC historique.
L'AJC version «MOC», appartient, comme personne ne l´ignore, à l´Université, et ne peut, a fortiori, avoir des liens avec le passé olympien, à part l´emprunt du sigle. En effet, des confrères, mal informés, sans aucun doute, ont laissé croire, (lors des demi-finales de la coupe d´Algérie 2003, MO Constantine - CR Belouizdad), que les Constantinois postulaient à leur quatrième finale de coupe. Ce qui ne pouvait être le cas puisque l´actuel MOC, dont la création remonte, comme on l´a vu, à 1983, ne peut, raisonnablement, revendiquer des participations à des finales ayant eu lieu en 1964, 1974 et 1975.

## Parcours

### Classement en championnat par année
- 1977-78 : D?, ?e
- 1978-79 : D?, ?e
- 1979-80 : D?, ?e
- 1980-81 : D?, ?e
- 1981-82 : D?, ?e
- 1982-83 : D?, ?e
- 1983-84 : D?, ?e
- 1984-85 : D?, ?e
- 1985-86 : D?, ?e
- 1986-87 : D?, ?e
- 1987-88 : D?, ?e
- 1988-89 : D?, ?e
- 1989-90 : D?, ?e
- 1990-91 : D?, ?e
- 1991-92 : D?, ?e
- 1992-93 : D?, ?e
- 1993-94 : D?, ?e
- 1994-95 : D?, ?e
- 1995-96 : D?, ?e
- 1996-97 : D?, ?e
- 1997-98 : D?, ?e
- 1998-99 : D?, ?e
- 1999-00 : D?, ?e
- 2000-01 : D3, R1 Constantine, ?e
- 2001-02 : D3, R1 Constantine, ?e
- 2002-03 : D3, R1 Constantine, 6e
- 2003-04 : D3, R1 Constantine, 9e
- 2004-05 : D4, R1 Constantine, ?e
- 2005-06 : D?, ?e
- 2006-07 : D?, ?e
- 2007-08 : D?, ?e
- 2008-09 : D?, ?e
- 2009-10 : D?, ?e
- 2010-11 : D?, ?e
- 2011-12 : D?, ?e
- 2012-13 : D?, ?e
- 2013-14 : D?, ?e
- 2014-15 : D?, ?e
- 2015-16 : D?, ?e
- 2016-17 : D?, ?e
- 2017-18 : D?, ?e
- 2018-19 : D?, ?e
- 2019-20 : D?, ?e
- 2020-21 : Saison Blanche
- 2021-22 : D7, Pre-honneur Constantine, ?e

### Parcours du MB Constantine en coupe d'Algérie
| Saison  | Tour                | Matchs              | Résultats           |
| ------- | ------------------- | ------------------- | ------------------- |
| 1977-78 | ?                   | ?                   | ?                   |
| 1978-79 | ?                   | ?                   | ?                   |
| 1979-80 | ?                   | ?                   | ?                   |
| 1980-81 | ?                   | ?                   | ?                   |
| 1981-82 | ?                   | ?                   | ?                   |
| 1982-83 | ?                   | ?                   | ?                   |
| 1983-84 | ?                   | ?                   | ?                   |
| 1984-85 | ?                   | ?                   | ?                   |
| 1985-86 | ?                   | ?                   | ?                   |
| 1986-87 | ?                   | ?                   | ?                   |
| 1987-88 | ?                   | ?                   | ?                   |
| 1988-89 | ?                   | ?                   | ?                   |
| 1989-90 | N.J                 | N.J                 | N.J                 |
| 1990-91 | ?                   | ?                   | ?                   |
| 1991-92 | ?                   | ?                   | ?                   |
| 1992-93 | N.J                 | N.J                 | N.J                 |
| 1993-94 | 1/16 finale         | Nadi CNAS Oran      | 2-0                 |
| 1994-95 | ?e T.R              | ?                   | ?                   |
| 1995-96 | ?e T.R              | ?                   | ?                   |
| 1996-97 | ?e T.R              | ?                   | ?                   |
| 1997-98 | ?e T.R              | ?                   | ?                   |
| 1998-99 | ?e T.R              | ?                   | ?                   |
| 1999-00 | 1/32 finale         | ASM Oran            | 4-2                 |
| 2000-01 | 1/32 finale         | CM Bordj El Kiffan  | 3-0                 |
| 2001-02 | ?e T.R              | ?                   | ?                   |
| 2002-03 | 1/64 finale         | JS Djijel           | ?                   |
| 2003-04 | ?e T.R              | ?                   | ?                   |
| 2004-05 | ?e T.R              | ?                   | ?                   |
| 2005-06 | ?e T.R              | ?                   | ?                   |
| 2006-07 | ?e T.R              | ?                   | ?                   |
| 2007-08 | 1/32 finale         | MC Alger            | 5-1                 |
| 2008-09 | ?                   | ?                   | ?                   |
| 2009-10 | 1/32 finale         | USM Blida           | 4-1                 |
| 2010-11 | 1/32 finale         | US Biskra           | 1-0                 |
| 2011-12 | 1/16 finale         | CRB Aïn Oussara     | 2-1                 |
| 2012-13 | ?                   | ?                   | ?                   |
| 2013-14 | 1/64 finale         | DRB Tadjenanet      | 0-0 t.a.b           |
| 2014-15 | Avant dernier       | CR Village Moussa   | ?                   |
| 2015-16 | ?                   | ?                   | ?                   |
| 2016-17 | ?                   | ?                   | ?                   |
| 2017-18 | ?                   | ?                   | ?                   |
| 2018-22 | Non Participer (DH) | Non Participer (DH) | Non Participer (DH) |